# Hemangiom
Hemangiom je dobroćudna i obično samoinvolucijska novotvorina; nateklina ili izraslina od endotelnih stanica koje oblažu krvne žile, obilježena povećanim brojem normalnih ili abnormalnih krvnih žila ispunjenih krvlju. Često se javljaju za prvih tjedana života i obično nestaju do desete godine. U velikom broju slučajeva hemangiomi mogu biti trajni, ako ne budu uklonjeni. Laserska operacija je najuobičajeniji način odstranjivanja u pacijenata starijih od 10 godina. To je najčešća novotvorina u djece. Riječ "hemangioma" dolazi iz grčkog haema-(αίμα), "krv"; angeio (αγγείο), "žila"; -oma (ωμα), "tumor".

## Osobitosti
Hemangiomi se mogu nalaziti i u tijelu, najčešće na jetri i grkljanu. Oko 80% nalazi se na licu i vratu. Žene su tri do pet puta sklonije dobivanju hemangioma. Uzrok hemangioma je nepoznat, ali pretpostavke su vezane za ulogu gena i lučenja estrogena. Najčešći problemi koji stvaraju ove tvorevine i razlozi za operativno uklanjanje jesu psihosocijalne prirode. 
- Poveći hemangiom na tjemenu dvogodišnjakinje
- Hemangiom na jetri viđen ultrazvučnim pregledom
- Hemangiom na jetri viđen CT-om

## Opasnost
Hemangiomi su najčešće bezopasne i privremene pojave; postoji tek nekolicina iznimno rijetkih komplikacija. Hemangiom se ne smije nestručno odstranjivati, a možebitno oštećenje ishodi krvarenjem koje ovisi o dubini rane. Komplikacije se mogu javiti ako se tvorevina pojavi na nezgodnom mjestu (kapak oka, izložena područja) ili u slučaju ekstremnog rasta.